# Ferrovie dello Stato Italiane
Государственные железные дороги Италии (итал. Ferrovie dello Stato) — оператор итальянской железнодорожной сети. Основан 22 апреля 1905 года.
Итальянская железнодорожная сеть включает 16 178 км линий с шириной колеи 1435 мм, из них 12 205 км электрифицировано на постоянном токе (3 кВ).

## История
Компания Ferrovie dello Stato (FS) была создана в 1905 году на основе национализированных частных железнодорожных компаний. В 1986 году была реорганизована из государственного департамента в государственную корпорацию. В 1977 году была открыта первая в Италии (и всей Европе) высокоскоростная железная дорога, связавшая Рим с Флоренцией. К 1989 году высокоскоростные линии связали все крупные города страны. Начиная с 1991 года несколько высокоскоростных линий были приватизированы. Кроме этого, Ferrovie dello Stato была лишена монополии на перевозки по железным дорогам.
12 августа 1992 года по решению Министерства экономики и финансов Италии компания была преобразована в акционерное общество. 
В 2000 году деятельность компании была разделена на две основные дочерние компании: Trenitalia (перевозка грузов и пассажиров) и Rete Ferroviaria Italiana (RFI, рельсовая сеть и инфраструктура). 
В 2011 году была поглощена компания «Arriva Deutschland», третий крупнейший оператор транспортных перевозок Германии. Компания была переименована в Netinera. 
В 2017 году была поглощена компания «Anas», оператор платных автомобильных дорог Италии. Также в 2017 году были куплены нидерландская компания Qbuzz, оператор городского транспорта (автобусов и трамваев), британская компания c2c, оператор пригородных поездов, и Hellenic Train, греческая железнодорожная компания.

## Деятельность
Направления деятельности по состоянию на 2023 год:
- инфраструктура — проектирование, строительство и обслуживание транспортной инфраструктуры в Италии. Под управлением компании находятся 16,8 тыс. км железных дорог и 32,5 тыс. км автомобильных дорог, а также 300 км железных дорог и 60 вокзалов в других странах. Оборот составляет 7,04 млрд евро;
- пассажирские перевозки — перевозки пассажиров железнодорожным транспортом в Италии (Trenitalia — 80% перевозок), Германии (Netinera), Греции (Hellenic Train), Великобритании (Trenitalia c2c), Испании (ILSA) и Франции (Trenitalia France), а также автобусами в Италии (Busitalia — Sita Nord). Оборот составляет 7,66 млрд евро;
- логистика — перевозка грузов железнодорожным и автомобильным транспортом в Италии, а также Австрии, Германии, Швейцарии и Дании. Оборот составляет 1,14 млрд евро.

## Структура компании
В 2000 году произошло разделение компании на отраслевые сектора, которые выделили в дочерние компании. На сегодня FS имеет следующие филиалы:
- Trenitalia: Перевозка грузов и пассажиров
- Trenitalia UK: c2c-Франшиза из Лондона в Соутенд-он-Си, Шобурнес и Тилбури;
- Rete Ferroviaria Italiana (RFI): рельсовая сеть и инфраструктура;
- Italferr: Инженерное обеспечение и проектирование;
- Ferservizi: Обеспечение ИТ и фасилити;
- Grandi Stazioni: Управление тринадцатью вокзалами в Италии и одним в Чехии:
  - Вокзал Bari Centrale в Бари;
  - Вокзал Bologna Centrale в Болонье;
  - Вокзал Firenze Santa Maria Novella во Флоренции;
  - Вокзал Genova Brignole в Генуе;
  - Вокзал Genova Piazza Principe в Генуе;
  - Вокзал Milano Centrale в Милане;
  - Вокзал Napoli Centrale в Неаполе;
  - Вокзал Palermo Centrale в Палермо;
  - Вокзал Pisa Centrale в Пизе;
  - Вокзал Roma Termini в Риме;
  - Вокзал Torino Porta Nuova в Турине;
  - Вокзал Venezia Mestre в Венеции
  - Вокзал Verona Porta Nuova в Вероне;
  - Вокзал Praha hlavní nádraží в Праге, Чехия.
- Fercredit: Финансовое обеспечение;
- Busitalia управляет автобусной сетью SITA и другими;
- Centostazioni управляет 130 средними вокзалами в Италии;
- Netinera, ранее Arriva Deutschland, железнодорожная компания в Германии, третья по величине.

## Финансовые показатели
В 2024 году компания получила 16,5 млрд евро дохода. В 2023 году компания инвестировала 16 млрд евро, в 2024 — 17,6 млрд евро, что стало лучшим показателем за весь период деятельности компании. Большинство дохода в 2024 году сгенерировано от перевозок пассажиров.
Показатель EBITDA в 2024 году составил 2,2 млрд евро. 

## Тяговый подвижной состав
- Паровоз Gruppo 625
- Тепловоз FS D.343